# اریکا کرمر
اریکا کرمر (انگلیسی: Erika Cremer; ۲۰ مهٔ ۱۹۰۰ – ۲۱ سپتامبر ۱۹۹۶) شیمی‌فیزیک‌دان آلمانی و استاد بازنشسته دانشگاه اینسبروک بود که به عنوان یکی از مهم‌ترین پیشگامان کروماتوگرافی گازی شناخته می‌شود. او این روش را در سال ۱۹۴۴ به صورت مستقل ابداع کرد، پس از ریچارد لاورنس ساینگ و آرچر جی.پی. مارتین که در سال ۱۹۴۱ این تکنیک را معرفی کرده بودند.
کرمر در ۲۰ مه ۱۹۰۰ در مونیخ، آلمان در خانواده‌ای از دانشمندان و استادان دانشگاه متولد شد. او تنها دختر و فرزند میانی ماکس کرمر و السبت رزموند بود. پدرش، ماکس کرمر، استاد فیزیولوژی و مخترع الکترود شیشه‌ای بود. او دو برادر به نام‌های هوبرت کرمر، ریاضیدان، و لوتار کرمر، متخصص آکوستیک داشت. وی همچنین برندهٔ جوایزی همچون جایزه اروین شرودینگر شده است.

## تحصیلات و اوایل حرفه
پدر کرمر به سمت جدیدی در برلین نقل مکان کرد و او در تطبیق با سیستم مدرسه پروسی جدید مشکل داشت. کرمر در سال ۱۹۲۱ از دبیرستان در برلین فارغ‌التحصیل شد و در دانشگاه برلین در رشته شیمی ثبت‌نام کرد. در دانشگاه برلین، او در کلاس‌های فریتس هابر، والتر نرنست، ماکس پلانک، ماکس فون لائو و آلبرت اینشتین شرکت کرد.
کرمر در سال ۱۹۲۷ مدرک دکترای خود را با درجه ممتاز تحت نظر ماکس بودنشتاین دریافت کرد. رساله او دربارهٔ سینتیک واکنش هیدروژن-کلر بود. این مقاله فقط تحت نام او منتشر شد زیرا نتیجه‌گیری کرد که واکنش هیدروژن-کلر یک واکنش زنجیره‌ای است که در آن زمان هنوز مفهومی بسیار نوآورانه محسوب می‌شد. به دلیل این مقاله و کارهایش در زمینه سینتیک، نیکلای سمیونوف، برنده آینده جایزه نوبل در مطالعه سینتیک، از او دعوت کرد تا در لنینگراد کار کند. او این پیشنهاد را رد کرد و در آلمان ماند تا در مؤسسه قیصر ویلهلم برای شیمی فیزیک و الکتروشیمی با کارل فریدریش بونهوفر روی مسائل کوانتومی فتوشیمی کار کند.
کرمر برای مدت کوتاهی با بورسیه تحصیلی در دانشگاه فرایبورگ با جورج د هوسی روی تجزیه الکل‌ها با استفاده از کاتالیزورهای اکسید مطالعه کرد. سپس به برلین بازگشت تا با مایکل پولانی در مؤسسه هابر کار کند، جایی که آنها تبدیل هیدروژن و اورتو-هیدروژن در یک حالت اسپین به پارا-هیدروژن را بررسی کردند. او تا سال ۱۹۳۳ که حزب نازی در آلمان به قدرت رسید و مؤسسه به دلیل شهرت ضد نازی‌اش منحل شد، در آنجا باقی ماند. کرمر به مدت چهار سال نتوانست کار پیدا کند یا تحقیقاتش را ادامه دهد.

### حرفه علمی قبل و در طول جنگ جهانی دوم
کرمر در سال ۱۹۳۷ به اتو هان در مؤسسه قیصر ویلهلم برای شیمی پیوست تا ترکیبات رادیواکتیو کمیاب را مطالعه کند. او کمی بعد آزمایشگاه را ترک کرد تا روی جداسازی ایزوتوپ تمرکز کند. در سال ۱۹۳۸، کرمر مدرک سازگاری خود را از دانشگاه برلین دریافت کرد. در شرایط عادی، این مدرک منجر به موقعیت‌های استادی می‌شد؛ اما دولت نازی آن زمان قانون موقعیت حقوقی کارمندان زن دولت را تصویب کرده بود. این قانون زنان را از موقعیت‌های ارشد (مانند استادی) منع می‌کرد و از زنان می‌خواست پس از ازدواج استعفا دهند. بسیاری از دانشمندان و محققان زن بیکار شدند یا با محدودیت در چشم‌اندازهای شغلی مواجه شدند.
پس از شروع جنگ جهانی دوم و اعزام دانشمندان و استادان مرد، کرمر در سال ۱۹۴۰ توانست به عنوان مدرس در دانشگاه اینسبروک در اتریش مشغول به کار شود. با این حال، به او گفته شد که پس از پایان جنگ و بازگشت مردان، شغل خود را ترک خواهد کرد. کرمر از موقعیت و محل جدیدش راضی بود زیرا می‌توانست به کوهنوردی، که از علایقش بود، بپردازد.

### کشف و توسعه جداسازی گازها
در اینسبروک، کرمر روی هیدروژن‌دار کردن استیلن تحقیق می‌کرد و در جداسازی دو گاز با گرمای جذب مشابه با روش‌های رایج آن زمان مشکل داشت. او از تحقیقات کروماتوگرافی جذب مایع که در اینسبروک انجام می‌شد آگاه بود، بنابراین به فکر روشی موازی برای جداسازی گازها افتاد که از یک گاز حامل بی‌اثر به عنوان فاز متحرک استفاده می‌کرد. او روابط و معادلات ریاضی و ابزارهای لازم برای اولین کروماتوگراف گازی را توسعه داد. اجزای جدا شده توسط یک آشکارساز هدایت حرارتی تشخیص داده می‌شدند. او در ابتدا در سال ۱۹۴۴ یک مقاله کوتاه علمی به نشریه علوم طبیعی ارسال کرد که پذیرفته شد و به آنها اطلاع داد که کارهای آزمایشی بیشتری در آینده ارائه خواهد داد. با این حال، این مقاله در آن زمان منتشر نشد، زیرا چاپخانه مجله در طول بمباران هوایی نابود شده بود. این مقاله سرانجام سی سال بعد در سال ۱۹۷۶ منتشر شد و در آن زمان به عنوان یک سند تاریخی در نظر گرفته شد.